# Bogusław Witkowski
Bogusław Witkowski (ur. 25 października 1954 w Gdyni) – polski przedsiębiorca, działacz sportowy i społeczny.

## Życiorys

### Wykształcenie i praca zawodowa
W 1974 r. ukończył Technikum Chłodnicze w Gdyni. W 1979 r. ukończył studia na Wydziale Budowy Maszyn Politechniki Gdańskiej uzyskując tytuł magistra inżyniera w specjalności „klimatyzacja”.
Bezpośrednio po studiach rozpoczął pracę w Zakładach Urządzeń Chłodniczych i Klimatyzacyjnych „Klimor” w Gdyni na stanowisku konstruktora. Dalsze doświadczenie zawodowe w dziedzinie klimatyzacji i wentylacji zdobywał w branżowych firmach prywatnych.
W 1993 r. stworzył własną firmę będącą obecnie wiodącym producentem urządzeń klimatyzacyjnych i wentylacyjnych. Jest właścicielem i prezesem spółki VBW w Gdyni.

## Działalność sportowa

### Polski Komitet Olimpijski
Od 2023 r. jest członkiem Zarządu Polskiego Komitetu Olimpijskiego. Przewodniczy Komisji Współpracy z Polonią i Współpracy Międzynarodowej.

### Koszykówka kobieca
Od 1998 mecenasem, a od 2016 r. prezesem drużyny koszykówki kobiecej VBW Gdynia, która 13 razy zdobywała tytuł Mistrza Polski i była również Klubowym Vicemistrzem Europy i Świata. Jest członkiem Zarządu Pomorskiego Okręgowego Związku Koszykówki.

### Żeglarstwo
Od 2012 r. jest prezesem Pomorskiego Związku Żeglarskiego. Od 2014 do 2025 r. był wiceprezesem Polskiego Związku Żeglarskiego.
Należy do Yacht Klubu Polski Gdynia i Jachtklubu Morskiego Roda w Gdyni.
Jest fundatorem Fundacji Akademia Żeglarska STS „Pogoria”.
Od 2017 r. jest członkiem Kapituły Nagród Honorowych Rejs Roku - Srebrny Sekstant.

## Inne działalności
Od 2024 r. jest członkiem Zespołu Doradców Gospodarczych przy Rektorze Politechniki Gdańskiej.
Od 2022 r. jest członkiem Konwentu Gospodarczego przy Związku Uczelni w Gdańsku im. Daniela Fahrenheita.
Od 2015 r. jest członkiem Rady Muzeum przy Narodowym Muzeum Morskim w Gdańsku.
Był jednym z inicjatorów budowy Pomnika Polski Morskiej w Gdyni i Alei Żeglarstwa Polskiego w Gdyni.
Jest członkiem Zarządu Klubu Dżentelmena w Gdańsku.

## Najważniejsze nagrody i wyróżnienia
- Medal im. Eugeniusza Kwiatkowskiego za Wybitne Zasługi dla Gdyni nr 24 przyznany 10 lutego 2004 r.[1]

- Medal „Civitas e mari” od Prezydenta Miasta Gdyni przyznany 30 stycznia 2009 r.

- Medal Marszałka Województwa Pomorskiego „De nihilo nihil fit” przyznany 8 listopada 2014 r.

- Komandoria Yacht Klubu Polski przyznana 19 listopada 2016 r.

- Tytuł Honorowego Członka Stowarzyszenia Kapitanów Żeglugi Wielkiej nadany w dniu 19 września 2017 r.

- Krzyż „Pro mari nostro” Ligi Morskiej i Rzecznej nadany 30 marca 2019 r.[13]
- Medal Za Szczególne Zasługi dla Polskiego Żeglarstwa przyznany 9 listopada 2023 r.[14]